# Émeutes du 14 février 1659 à Aix-en-Provence
Les émeutes du 14 février 1659 ou émeutes de la Saint-Valentin 1659 sont une révolte survenue à Aix-en-Provence provoquée par l'assassinat d'un frondeur, ami personnel du président du Parlement et du procureur général de la Chambre des comptes. Une insurrection populaire surgit promptement et veut la mort du premier Président du Parlement, que la foule accuse.

## Les préludes de la révolte

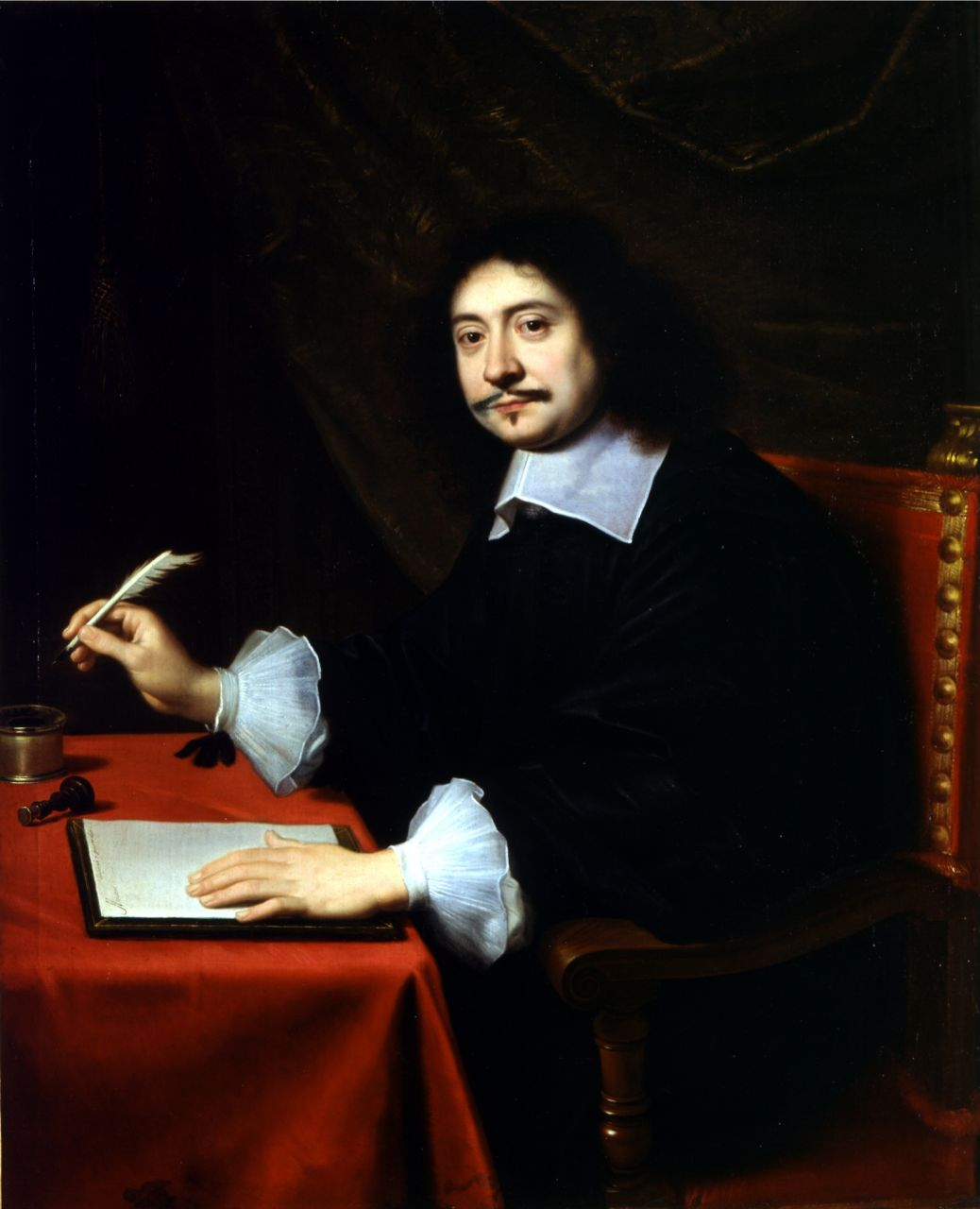
Henri de Forbin-Maynier.

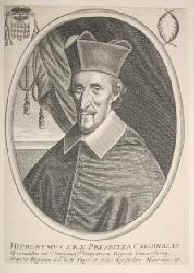
L'archevêque Grimaldi.

L'affaire débute par l'assassinat, sur le grand chemin entre Aix-en-Provence et Marseille, de Baratte, un frondeur. Cet homme est l'ami personnel de deux membres de la bourgeoisie aixoise : Henri d'Escalis de Sabran, baron d'Ansouis et de Bras, président du Parlement d'Aix, et Hubert Galaup de Chasteuil, procureur général de la Chambre des comptes. Pour les habitants d'Aix-en-Provence, le responsable de cet assassinat est le premier président du Parlement, Henri de Forbin-Maynier, baron d'Oppède.
La période de la Fronde provoque en Provence de nombreux mouvements insurrectionnels, comme en juillet 1658 à Marseille. Les esprits sont échauffés et de simples soupçons peuvent pousser des milliers de personnes dans les rues. Premier Président du Parlement depuis 1655, Henri de Forbin-Maynier représente à Aix le pouvoir du roi en tant qu'intendant de Provence, le gouvernement n'ayant pas souhaité recréer le poste d'intendant en Provence après la Fronde. Forbin possède même le pouvoir militaire en l'absence du duc de Mercœur. De nombreuses institutions lui vouent donc une franche inimitié : les assemblées des communautés, les défenseurs des privilèges, les procureurs du pays, mais aussi l'archevêque d'Aix, Grimaldi.

## L'émeute
Le 14 février 1659, la foule se rassemble devant le palais de justice où le président s'est retranché et tente de l'en déloger. Forbin ne doit son salut qu'à l'intervention de l'archevêque Grimaldi. Celui-ci vient au palais de justice en carrosse et procède à l'évacuation d'Oppède en se frayant un chemin dans la foule, tout en le cachant sous un manteau. Pendant ce temps, il est accompagné du conseiller Thomassin-Einac qui, un pistolet dans chaque main et un poignard à la ceinture, menace de « brûler le premier qui branleroit ». Puis, Grimaldi fait monter dans son carrosse le premier président et le convoi part pour l'archevêché où Forbin sera hébergé du 15 au 25 février. Ce sauvetage peut sembler surprenant en raison de l'inimitié qui oppose l'archevêque Grimaldi à de Forbin-Maynier, pour des questions de préséance.

## Conséquences du mouvement
Le mouvement insurrectionnel provoqué ce jour du 14 février semble avoir été mené par des membres de la noblesse provençale, occupant de hautes charges au Parlement et à la Chambre des comptes, parmi lesquels le baron de Bras, mais aussi le président Louis de Cormis. Le duc de Mercœur, gouverneur de Provence, fait occuper la ville le 2 mars. L'émeute cesse subitement et les meneurs prennent la fuite. Mais plusieurs responsables sont jugés et de lourdes peines sont prononcées : mort, exil, confiscation, galères.